# Eduardo López de Romaña
José Gabriel Eduardo Octavio López de Romaña y Alvizuri (Arequipa, 19 de marzo de 1847-Yura, 26 de mayo de 1912) fue un ingeniero, empresario y político peruano, que ocupó la Presidencia Constitucional del Perú de 1899 a 1903. Fue el primer presidente peruano con profesión de ingeniero civil. Con él se inició la etapa llamada la República Aristocrática, que duraría hasta 1919.
Miembro de una prominente familia arequipeña, de raíces coloniales, se educó en Inglaterra y se especializó en la construcción de puentes para las vías férreas. Trabajó en la India y en Brasil. Retornó al Perú y radicó en Arequipa, donde puso sus servicios en beneficio de la comunidad. Dotó del servicio de agua potable a su ciudad natal. Fue propietario de vastas haciendas en el valle del Tambo. Participó en la defensa durante la guerra con Chile. Durante el segundo gobierno de Nicolás de Piérola fue nombrado titular del flamante Ministerio de Fomento y Obras Públicas, en 1896. Llegó a ser alcalde de Arequipa en 1897. Nombrado candidato a la presidencia representando a la alianza demócrata-civilista, triunfó en las elecciones de 1899.
Durante su gobierno se continuó el desarrollo de la agricultura, la minería y la industria; promovió la colonización de los valles interandinos y las regiones orientales; promulgó el Código de Minería en 1901, el Código de Comercio y el Código de Aguas en 1902; creó el Estanco de la Sal para financiar la recuperación de las provincias de Tacna y Arica en poder chileno; y afrontó los problemas derivados de la política de chilenización en dichos territorios, que buscaban perpetuar la ocupación. Culminó su mandato sin mayor problema, tras lo cual se retiró a la vida privada.

## Biografía
Fue hijo de Juan Manuel López de Romaña y Fernández Pascua y de María Josefa Alvizuri y Bustamante, miembros de la aristocracia arequipeña de origen colonial. Su padre se dedicaba a la agricultura y era dueño de inmensas haciendas en los valles de la costa y de fincas en la campiña serrana. Nieto de Manuel Fernando López de Romaña (hijo de Manuel Felipe López de Pando y de Joaquina Águeda de Romaña y de los Tueros), que fue bautizado el 30 de mayo de 1777, en la Iglesia de San Pedro de Romaña, en Valle de Trucios (en euskera Turtzioz), un municipio de la provincia de Vizcaya, en el País Vasco (España); emigró a América a los 19 años, y se casó en Arequipa el 2 de junio de 1813 en el Sagrario, con doña María Josefa Fernández de Pascua y Portu Jiménez Lancho, nacida el 25 de diciembre de 1792, hija única del capitán general don Juan Fernández de Pascua y de doña Catalina de Portu y Jiménez-Lancho, pariente por este último apellido, Jiménez-Lancho, de los Marqueses de Torre Tagle.[cita requerida]
Inició sus estudios en el seminario de San Jerónimo de su ciudad natal, bajo el rectorado del presbítero Sors. Viajó después junto con sus dos hermanos a Inglaterra para estudiar en el afamado Stonyhurst College, de la nobleza católica de la Gran Bretaña. Siguió la carrera de ciencias aplicadas en el King's College de Londres, donde obtuvo el grado de bachiller (1868). Al recibirse de ingeniero civil se especializó en diseño y tendido de puentes de hierro para el paso de vías férreas y realizó prácticas profesionales bajo las órdenes del ingeniero M. Lee Smith. Viajó a la India, para supervisar el puente sobre el río Ravee en Silvertown, a petición de la Gran Oficina del Ferrocarril del Norte del Punjab, lo cual hizo cimentar su prestigio y lo encumbró a temprana edad en una holgada situación económica. En mayo de 1872 fue inscrito en el Instituto de Ingenieros Civiles de Londres.
Pasó después a América como ingeniero de la Public Works Construction Company para la construcción del ferrocarril del Madeira al Mamoré, en la selva del Brasil, fronteriza con Bolivia. Se trataba de un gran proyecto ideado por el coronel estadounidense Church, que debía unir los puntos navegables del Madeira, separados por rápidos y cataratas. Se pretendía con ello abrir a la comunicación extensas plantaciones de caucho y colonizar los valles de Santa Cruz de la Sierra en Bolivia. El proyecto, apoyado por el emperador Pedro II de Brasil, duró dieciocho meses de sacrificada labor en la jungla y, a la postre, debido a las enfermedades, los accidentes fluviales y los ataques de los nativos del lugar, quedó diezmada la expedición. López de Romaña salvó afortunadamente la vida, aunque no pudo completar la labor que se le había encomendado.
Con el dinero recibido, Romaña viajó por Europa, perfeccionándose más en su profesión. Regresó a Perú en marzo de 1874, tras 15 años de ausencia, y se instaló en su natal Arequipa.
El 20 de marzo de 1877 contrajo matrimonio con Josefa de Castresana, unión de cual nacieron Eduardo, Carlos y Hortensia.
Se dedicó a las obras del alumbrado por gas de Arequipa, como ingeniero y gerente. Negoció con el presidente Manuel Pardo para la obtención de 33.000 soles a cuenta de una deuda que el gobierno tenía con el Municipio arequipeño, accionista de la obra. Se retiró de la misma cuando las dificultades técnicas y financieras llevaron el proyecto al fracaso. Contribuyó mucho en ello el bloqueo del puerto de Mollendo, durante la guerra del Pacífico, pues impidió que se introdujera carbón. Las cañerías de la fracasada obra sirvieron después para el suministro de agua a la ciudad, lo que se culminaría en 1895.
Pasó luego a la agricultura, para dedicarse a la producción de caña de azúcar en los valles de Tambo, donde tenía numerosas haciendas, patrimonio de su familia. Pero su intento de crear una industria moderna fracasó debido a lo arraigado de las antiguas estructuras coloniales de explotación, y en parte, por el hecho que la moderna maquinaria a vapor que había importado fuera robada y desmantelada en el mismo puerto de Mollendo. A sus obras de modernización de sus haciendas, sumó la construcción del dique de Cachuyo, para proteger las tierras del valle de la desembocadura torrentosa del río.
Cuando durante la Guerra del Pacífico, se produjo el avance chileno a su territorio, se enroló en la defensa con el grado de coronel y como comandante general de las Milicias Cívicas del valle de Tambo (donde tenía sus haciendas).  Tres batallones de 1500 hombres estuvieron bajo su mando, de los que sólo doscientos estaban armados convenientemente. Romaña impidió el ingreso de los invasores chilenos en 1880, obligándoles a su retiro por Mollendo, no sin antes incendiar el puerto. Luego en 1882 los chilenos trataron de ingresar por Mejía al valle, pero fueron repelidos nuevamente por Romaña, esta vez con el apoyo de los húsares de Junín. Finalmente Arequipa fue tomada por el enemigo y la familia Romaña se refugió en Tacna, donde falleció la esposa de Eduardo.

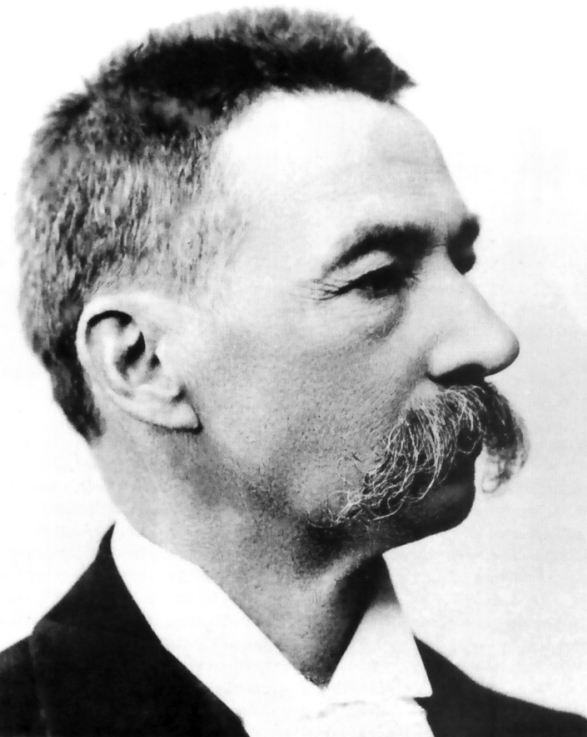
Fotografía de Eduardo López de Romaña.

Pasado el conflicto, Romaña retornó a Arequipa, donde fue presidente del Club Liberal, director de la Sociedad de Beneficencia Pública de Arequipa (1889-95 y 1897) e ingeniero adscrito al municipio local.  Entre sus obras públicas destacaron el puente Grau, al que dotó de un ingenioso arco invertido para darle seguridad, la culminación de la obra de agua y alcantarillado, el puente de Tingo y, finalmente, la obra de la luz eléctrica, todo entre 1885 y 1899. Fue además impulsor de la Sociedad de Artesanos, fundador de colegios y clubes, y terminó elegido Presidente de la Junta Patriótica de Arequipa.
Tras el triunfo de la revolución coalicionista (demócrata-civilista) que encabezó Nicolás de Piérola, en 1895, Romaña fue elegido diputado por Arequipa y ocupó la primera vicepresidencia de su Cámara. Al crearse en enero de 1896 el Ministerio de Fomento, fue designado como su primer titular, y aunque solo estuvo durante un corto período (de 26 de enero a 9 de agosto de ese año), le dio una organización y los programas adecuados para ponerlo en marcha. La función de este ministerio era dar impulso a las irrigaciones, caminos viales, extracciones mineras, e incluso a la industria.
En 1897 fue elegido alcalde de la ciudad de Arequipa, cargo que desempeñó de manera notable, realizando obras urbanísticas y de vialización. Volvió al Congreso de la República en 1898 esta vez como senador y un año después, al llegar a su término el gobierno de Piérola, fue elegido candidato a la presidencia de la República por la alianza civil-demócrata.

## Elecciones presidenciales de 1899
En 1899, finalizando el gobierno constitucional de Piérola, se convocaron a elecciones presidenciales. El presidente Piérola, tras un notable gobierno, no otorgó apoyo oficial a ningún candidato; su partido, el Demócrata, quiso al principio lanzar la candidatura de Alejandro López de Romaña, que había sido primer ministro y ministro de Gobierno. Pero Alejandro rechazó la oferta y recomendó que el designado fuera su hermano Eduardo López de Romaña. Los demócratas se dividieron entonces en dos bandos que propusieron sus respectivos candidatos:
- Uno de ellos, el mayoritario, se alió con el Partido Civil y lanzó la candidatura de Eduardo López de Romaña. Es de saber que este, si bien había sido ministro de Fomento del gobierno pierolista, no era militante de partido alguno; era pues, un independiente, sin pasiones políticas; esto y su calidad como profesional destacado y hombre de vasta cultura, fue lo que llevó a que tanto demócratas como civilistas aceptaran su candidatura. Como candidato a la primera vicepresidencia iba el veterano Isaac Alzamora, líder del civilismo. Se mantenía así la alianza política que diera origen a la Coalición Nacional, la misma que triunfara en la revolución de 1894-95 y que había gobernado con Piérola.
- El otro bando, minoritario, la de los demócratas «oficiales», designó como candidato a Guillermo Billinghurst.

En las elecciones se aplicó por primera vez en la historia peruana el voto directo, saliendo triunfador López de Romaña.

## Presidencia de la República (1899-1903)

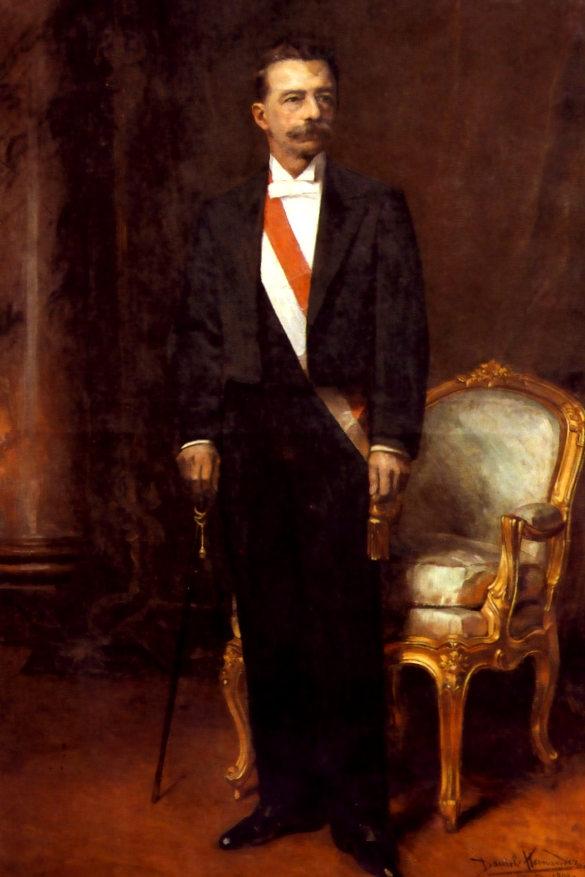
Eduardo López de Romaña por Daniel Hernández Morillo.

Eduardo López de Romaña tomó el mando de la República el 8 de septiembre de 1899. Carlos de Piérola, hermano del caudillo demócrata, fue presidente de la Cámara de Diputados, mientras que Manuel Candamo, un líder civilista, presidió el Senado. Esta división respondía al predominio de los demócratas en la cámara de Diputados, y de los civilistas en la de Senadores; sin embargo, las diferencias se tradujeron rápidamente en el pase de los demócratas a la oposición.
López de Romaña constituyó su gabinete casi exclusivamente con civilistas, a lo que la mayoría demócrata de la cámara de Diputados contestó censurándolos. Se produjeron encendidas polémicas parlamentarias acerca de la obligación de dimitir o no de parte de los ministros censurados.
Esta lucha entre los dos partidos más importantes no se daba solo en el Congreso, sino también en el ámbito de las elecciones municipales: en 1901 triunfó en Lima la candidatura del civilista Federico Elguera, consiguiendo derrotar nada menos que al expresidente Nicolás de Piérola, quien en un momento de pesimismo anunció su retiro de la política.
Durante su mandato, López de Romaña enfrentó varios levantamientos de partidarios del expresidente Andrés A. Cáceres. Partidas errantes de montoneros, entre los que se contaba el huanuqueño Augusto Durand, crearon perturbaciones en provincias. Este último fundó en 1901 un nuevo partido político: el Partido Liberal.

### Obras y hechos importantes

#### Aspecto económico

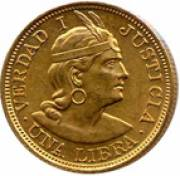
Anverso de una libra peruana de oro.

A fin de alcanzar la solidez económica de la nación, se tomaron las siguientes medidas:
- Con relación al problema monetario, se buscó la consolidación del régimen de la moneda sana a través de la implantación definitiva del Patrón de Oro. Este se consolidó por ley promulgada el 14 de diciembre de 1901, por la cual se estableció que la unidad monetaria en la República estaba representada por la Libra peruana de oro, la cual debía ser un disco de 22 milímetros de diámetro con una aleación compuesta de 11 partes de oro con un peso total de 988 miligramos.[10]
- Con respecto a la recaudación de impuestos el gobierno decidió negociar con una nueva compañía en reemplazo de la Sociedad Recaudadora de Impuestos ya que esta, al solicitarse con urgencia un préstamo, puso dificultades y planteó condiciones beneficiosas. Al respecto, el Congreso promulgó una ley el 13 de diciembre de 1899, por la que se autorizaba al Ejecutivo a llevar adelante un contrato de recaudación de impuestos en consumo de alcohol, tabaco, timbres de registro, de alcabala, de enajenación y productos del estanco del opio; se incluía también la venta de papel sellado y los impuestos mineros. El Banco Popular ofreció organizar una nueva compañía y así surgió la Sociedad Nacional de Recaudación, que fue autorizada para hacer efectivas las cobranzas de los impuestos mencionados. El gobierno celebró con ella un empréstito de 60.000 libras y prorrogó hasta el 30 de julio de 1906 su contrato para el cobro de impuestos.[11]

#### Política colonizadora
La acción colonizadora en la selva, que se hallaba en medio del auge de la explotación del caucho, contó, decididamente, con el apoyo del gobierno. Así, ocurrieron los viajes de los siguientes exploradores:
- El coronel Pedro Portillo quien, entre 1901 y 1904, exploró la región del río Pichis, el Pongo de Manseriche, la cuenca del río Perené, navegando, además, por los ríos Marañón, Amazonas, Yavarí, Putumayo, Napo y la parte baja de los ríos Tigre, Morona, Pastaza y Ucayali. Confeccionó el Atlas del Departamento de Loreto y se convirtió en ardiente defensor de la soberanía peruana en la frontera nor-oriente, estableciendo las comisarías de Tarapacá, Arica y Tacna en la región del Putumayo. Toda esta acción la realizó Portillo siendo Prefecto de Loreto.[12]
- El teniente Numa Pompilio León, quién al frente de la lancha Iquitos viajó desde Iquitos a Puerto Bermúdez para establecer un servicio de correos.[13]
- Manuel Antonio Mesones Muro, quien en 1902 exploró de Etén a Puerto Meléndez, sentando las bases para la carretera Olmos-río Marañón.[14]
- Jorge Von Hassel, quien construyó el muelle de Iquitos y recorrió los ríos Pachitea y Pichis, siendo, además, proyectista del ferrocarril de Piura al Pongo de Manseriche. En 1901, viajó por el Amazonas y el Marañón; en 1902, exploró el río Napo y en 1903 recorrió el río Curaray afluente del Napo.[13]
- Joaquín Capelo, quien en 1901 señaló los límites fronterizos del departamento de Loreto y procuró sentar las bases de la defensa militar en la región de la Amazonía sobre la base de un apostadero militar que se establecería en Puerto Bermúdez. Capelo tenía la obsesión de otorgar a la Amazonía peruana no sólo un sistema defensivo sino preservar sus recursos, porque entreveía que allí estaba el futuro económico del país. Por eso formó en Iquitos una Corte Superior y pidió que se consignara, en el presupuesto de 1902, una partida para la adquisición de dos vapores y dos lanchas destinadas al servicio de los ríos orientales.[15]

También promovió la colonización de los valles interandinos hasta entonces olvidados.

#### Aspecto internacional

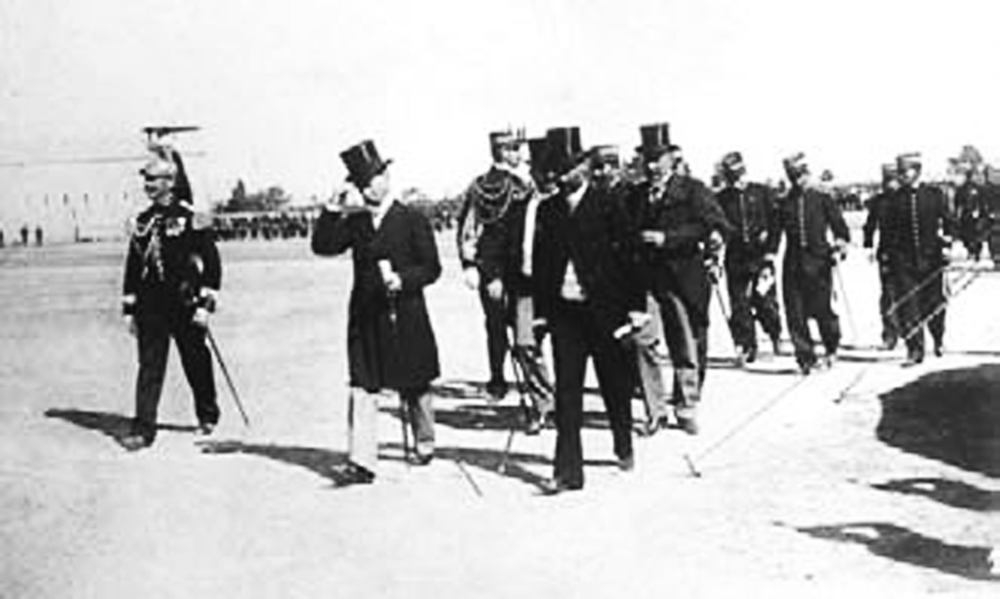
En la imagen, Eduardo López de Romaña en una revista militar, 1902.

En este campo, el gobierno trató de solucionar los problemas limítrofes con los países vecinos.
- Con Bolivia se produjeron situaciones conflictivas en la frontera situada al norte Lago Titicaca hasta el Brasil, zona selvática convulsionada por el auge del caucho, aunque también existían problemas en la frontera del sur del lago, hasta Chile. El 23 de setiembre de 1902 el ministro plenipotenciario peruano Felipe de Osma y el canciller boliviano Eliodoro Villazón, firmaron un tratado de demarcación directa de la frontera peruano-boliviana, entre el río Suches y la frontera con Chile. La zona materia de mayor conflicto, situada al norte del río Suches hasta la frontera con Brasil, quedó sometida al arbitraje del Presidente de la República Argentina.[16]
- Con Chile se vivió una situación tensa a raíz de la violenta campaña de «chilenización» que dicho país desató sobre la población peruana en Tacna y Arica, a las que tenían cautivas desde la guerra del Pacífico de 1879-1883. El plebiscito que debía llevarse a cabo, según lo estipulado en el Tratado de Ancón, fue prorrogándose indefinidamente. El gobierno chileno clausuró en Tacna y Arica las escuelas primarias, y expulsó a sus maestros, obligando a los niños y jóvenes peruanos a asistir a las escuelas chilenas. Expulsó a los curas peruanos de dichas provincias, así como a toda persona que consideró peligrosa. Prohibió a los peruanos el derecho de reunión y de izar la bandera nacional los días de aniversario patrio. Expulsó a los trabajadores peruanos del puerto de Arica, boicoteó los negocios y las industrias de peruanos y en muchos casos se llegó al atentado personal y al asesinato contra los peruanos residentes en dichas provincias. Al iniciarse estos hechos, el presidente Romaña rompió relaciones con Chile en 1901, las que fueron restablecidas en 1905, para volver a interrumpirse en 1909.[17]
- Con Ecuador, sucedieron incidentes en la frontera, debido a la persistencia de ese país en querer ocupar territorios legítimamente peruanos. En 1903 ocurrieron choques armados en el Napo, en la región de Angoteros. Este incidente revivió la necesidad de llegar a un acuerdo, acordándose, ya en 1904, a continuar el juicio arbitral ante el Rey de España.[18]

Además, al inicio de su gobierno, Romaña había heredado una propuesta de "Polonización de Bolivia" (en referencia a las Particiones de Polonia), que se había originado en el gobierno anterior, el de Nicolás de Piérola entre 1896 y 1898, por el cual hubo iniciativas chileno-peruanas (con la posibilidad de invitar a los argentinos) para lograr la Balcanización y posterior anexión de los territorios de Bolivia. Tras una nueva proposición el 30 de enero de 1900, por parte de Ángel Custodio Vicuña (embajador chileno en Lima) al ministro peruano de relaciones exteriores, Pedro de Osma, con la condición de adjudicarse los territorios de Tacna y Arica y organizar una nueva alianza chileno-peruana para declarar la Guerra a Bolivia, donde los territorios bolivianos servirían al Perú como compensación de sus tierras perdidas (las Provincias Cautivas y el Departamento de Tarapacá). Finalmente, el Perú rechazó la temeraria propuesta de repartición de Bolivia que había sido originada en el gobierno de Piérola.

“Aceptar los planes de su secretario Señor Huber, de dividir Bolivia para quedarnos con los departamentos de La Paz y del Beni, me parece un absurdo. Sería este el colmo de la inconsecuencia y de la injusticia, convertir al Perú, nación conquistada en conquistadora, es algo que no cabe en la imaginación, yo sé que existe una corriente que acaricia estos propósitos y que no faltan hombres de importancia que los patrocinan, pero mientras yo esté en el gobierno, no consentiré jamás en ellos (...) Aún no ha llegado el señor Huber a significar que usted estaba encargado de proponerlos (los planes de polonización de Bolivia) y que para el efecto debía pedirme una conferencia"
Eduardo Lopez de la Romaña

Al año siguiente, el 26 de mayo de 1901, Pedro de Osma emitió un comunicado al resto de gobiernos extranjeros (como Bolivia y Argentina), por el que se revela el plan del Reparto de Bolivia, siendo recibido la noticia en Bolivia por el canciller Federico Diez de Medina.

#### Otras obras
- Derogó la ley que prohibía a los extranjeros tener propiedades en el Perú y abolió la herencia colonial de las llamadas «manos muertas». Con todo ello se facilitó la expansión de las propiedades agrarias y se allanó el camino para el ingreso de los capitales extranjeros.[1]
- Impulsó el desarrollo agrícola, para lo cual fundó la Escuela Nacional de Agricultura (actual Universidad Nacional Agraria La Molina) con el apoyo de expertos belgas. Inició sus labores en 1902 y los primeros ingenieros agrónomos egresaron en 1906.[22]
- Otra obra que favoreció la agricultura fue la promulgación, el 25 de febrero de 1902, de un nuevo Código de Aguas, que reglamentaba el riego en proporción al tamaño de las propiedades.[23]
- Se promulgó un nuevo Código de Minería (1900)[24] y otro de Comercio (1902).[25]
- La industria del cobre en gran escala empezó en 1901 con la organización de la empresa estadounidense Cerro Corporation para la explotación de las minas de esa zona.[26] Simultáneamente fue organizada la Cerro de Pasco Railway Co., también estadounidense, para la construcción del ferrocarril de La Oroya a Cerro de Pasco.[1]
- Se creó el Cuerpo de Ingenieros de Minas para el estudio sistemático de los recursos del país.
- Se continuó el progreso urbano de la capital, impulsado por el alcalde Federico Elguera. Se estableció el alumbrado eléctrico en todas las calles de la ciudad (1902),[27] así como la telegrafía inalámbrica (1903).[28] Se continuaron los proyectos de los tranvías eléctricos urbano y transurbano, que se concretarían en los gobiernos siguientes.
- En 1901 se promulgó la Ley Orgánica de Instrucción, que estableció el modelo francés en la educación. Este dispositivo solo duró nueve meses. En 1902 se dio otra ley orgánica de educación, esta vez bajo el modelo estadounidense.[29]
- Se estableció la Escuela correccional de menores varones.[30]
- Se creó una sociedad anónima, la Compañía Salinera del Perú, para que tomara a su cargo la administración del ramo de ingresos de la sal bajo la forma de estanco. De esa manera se implementó de forma efectiva el estanco de sal creado en el gobierno anterior para financiar la recuperación de Tacna y Arica.[31]
- Se renovó el contrato a la misión militar francesa del coronel Paul Clement, a la que se agregó el coronel Eduardo Dogny, que se encargó de la dirección de la Escuela Militar de Chorrillos.[32]

Terminado su mandato, Romaña se retiró de la política. Vivió en su natal Arequipa hasta su muerte acaecida el día 12 de Mayo de 1912 de manera súbita, la cual que tuvo lugar en el balneario de Yura, tenia 65 años.

## Descendencia
En 1877 se casó con María Josefa de Castresana y García de la Arena con la que tuvo tres hijos: Eduardo, Carlos y Hortensia López de Romaña Castresana. En segundas nupcias se casó con su cuñada Julia de Castresana y García de la Arena (1888), la cual le dio otros seis hijos: Juan, Luis, Catalina, Julia, Fernando y Francisco. Ambas esposas eran hijas de don Manuel de Castresana y de Hoyos, casado con doña Natalia García de la Arena y Cáceres.

## Árbol genealógico
|  |                                                            |  |  |  |  |  |  |  |  |  |  |  |  |  |  |  |
|  | 16. Phelipe López y Calante                                |  |  |  |  |  |  |  |  |  |  |  |  |  |  |  |
|  |                                                            |  |  |  |  |  |  |  |  |  |  |  |  |  |  |  |
|  |                                                            |  |  |  |  |  |  |  |  |  |  |  |  |  |  |  |
|  | 8. Manuel Phelipe López de Pando                           |  |  |  |  |  |  |  |  |  |  |  |  |  |  |  |
|  |                                                            |  |  |  |  |  |  |  |  |  |  |  |  |  |  |  |
|  |                                                            |  |  |  |  |  |  |  |  |  |  |  |  |  |  |  |
|  | 17. María de Pando y de la Gama                            |  |  |  |  |  |  |  |  |  |  |  |  |  |  |  |
|  |                                                            |  |  |  |  |  |  |  |  |  |  |  |  |  |  |  |
|  |                                                            |  |  |  |  |  |  |  |  |  |  |  |  |  |  |  |
|  | 4. Manuel Fernando López de Romaña                         |  |  |  |  |  |  |  |  |  |  |  |  |  |  |  |
|  |                                                            |  |  |  |  |  |  |  |  |  |  |  |  |  |  |  |
|  |                                                            |  |  |  |  |  |  |  |  |  |  |  |  |  |  |  |
|  | 18. Pedro de Romaña y García                               |  |  |  |  |  |  |  |  |  |  |  |  |  |  |  |
|  |                                                            |  |  |  |  |  |  |  |  |  |  |  |  |  |  |  |
|  |                                                            |  |  |  |  |  |  |  |  |  |  |  |  |  |  |  |
|  | 9. Joaquina Águeda de Romaña y de Los Tueros               |  |  |  |  |  |  |  |  |  |  |  |  |  |  |  |
|  |                                                            |  |  |  |  |  |  |  |  |  |  |  |  |  |  |  |
|  |                                                            |  |  |  |  |  |  |  |  |  |  |  |  |  |  |  |
|  | 19. Antonia de Los Tueros                                  |  |  |  |  |  |  |  |  |  |  |  |  |  |  |  |
|  |                                                            |  |  |  |  |  |  |  |  |  |  |  |  |  |  |  |
|  |                                                            |  |  |  |  |  |  |  |  |  |  |  |  |  |  |  |
|  | 2. Juan Manuel López de Romaña y Fernández de Pascua       |  |  |  |  |  |  |  |  |  |  |  |  |  |  |  |
|  |                                                            |  |  |  |  |  |  |  |  |  |  |  |  |  |  |  |
|  |                                                            |  |  |  |  |  |  |  |  |  |  |  |  |  |  |  |
|  | 20. Juan Antonio Fernández García                          |  |  |  |  |  |  |  |  |  |  |  |  |  |  |  |
|  |                                                            |  |  |  |  |  |  |  |  |  |  |  |  |  |  |  |
|  |                                                            |  |  |  |  |  |  |  |  |  |  |  |  |  |  |  |
|  | 10. Juan Fernández de Pascua                               |  |  |  |  |  |  |  |  |  |  |  |  |  |  |  |
|  |                                                            |  |  |  |  |  |  |  |  |  |  |  |  |  |  |  |
|  |                                                            |  |  |  |  |  |  |  |  |  |  |  |  |  |  |  |
|  | 21. Francisca de La Pascua López                           |  |  |  |  |  |  |  |  |  |  |  |  |  |  |  |
|  |                                                            |  |  |  |  |  |  |  |  |  |  |  |  |  |  |  |
|  |                                                            |  |  |  |  |  |  |  |  |  |  |  |  |  |  |  |
|  | 5. María Josefa Fernández de Pascua y Portu Jiménez Lancho |  |  |  |  |  |  |  |  |  |  |  |  |  |  |  |
|  |                                                            |  |  |  |  |  |  |  |  |  |  |  |  |  |  |  |
|  |                                                            |  |  |  |  |  |  |  |  |  |  |  |  |  |  |  |
|  | 11. María Catalina Portu Jiménez Lancho                    |  |  |  |  |  |  |  |  |  |  |  |  |  |  |  |
|  |                                                            |  |  |  |  |  |  |  |  |  |  |  |  |  |  |  |
|  |                                                            |  |  |  |  |  |  |  |  |  |  |  |  |  |  |  |
|  | 1. Eduardo López de Romaña y Alvizuri                      |  |  |  |  |  |  |  |  |  |  |  |  |  |  |  |
|  |                                                            |  |  |  |  |  |  |  |  |  |  |  |  |  |  |  |
|  |                                                            |  |  |  |  |  |  |  |  |  |  |  |  |  |  |  |
|  | 24. Antonio de Alvizuri y Sagasti                          |  |  |  |  |  |  |  |  |  |  |  |  |  |  |  |
|  |                                                            |  |  |  |  |  |  |  |  |  |  |  |  |  |  |  |
|  |                                                            |  |  |  |  |  |  |  |  |  |  |  |  |  |  |  |
|  | 12. Josef Gerónimo Alvizuri y Fernández Maldonado          |  |  |  |  |  |  |  |  |  |  |  |  |  |  |  |
|  |                                                            |  |  |  |  |  |  |  |  |  |  |  |  |  |  |  |
|  |                                                            |  |  |  |  |  |  |  |  |  |  |  |  |  |  |  |
|  | 25. María Josefa Fernández Maldonado y Peralta             |  |  |  |  |  |  |  |  |  |  |  |  |  |  |  |
|  |                                                            |  |  |  |  |  |  |  |  |  |  |  |  |  |  |  |
|  |                                                            |  |  |  |  |  |  |  |  |  |  |  |  |  |  |  |
|  | 6. Mariano Alvizuri Gamio                                  |  |  |  |  |  |  |  |  |  |  |  |  |  |  |  |
|  |                                                            |  |  |  |  |  |  |  |  |  |  |  |  |  |  |  |
|  |                                                            |  |  |  |  |  |  |  |  |  |  |  |  |  |  |  |
|  | 26. Martín de Gamio Vicuña y Lavaien                       |  |  |  |  |  |  |  |  |  |  |  |  |  |  |  |
|  |                                                            |  |  |  |  |  |  |  |  |  |  |  |  |  |  |  |
|  |                                                            |  |  |  |  |  |  |  |  |  |  |  |  |  |  |  |
|  | 13. Manuela Genoveva Gamio García                          |  |  |  |  |  |  |  |  |  |  |  |  |  |  |  |
|  |                                                            |  |  |  |  |  |  |  |  |  |  |  |  |  |  |  |
|  |                                                            |  |  |  |  |  |  |  |  |  |  |  |  |  |  |  |
|  | 27. Catalina García Idiáquez                               |  |  |  |  |  |  |  |  |  |  |  |  |  |  |  |
|  |                                                            |  |  |  |  |  |  |  |  |  |  |  |  |  |  |  |
|  |                                                            |  |  |  |  |  |  |  |  |  |  |  |  |  |  |  |
|  | 3. María Josefa Alvizuri Bustamante                        |  |  |  |  |  |  |  |  |  |  |  |  |  |  |  |
|  |                                                            |  |  |  |  |  |  |  |  |  |  |  |  |  |  |  |
|  |                                                            |  |  |  |  |  |  |  |  |  |  |  |  |  |  |  |
|  | 28. José Domingo Bustamante y Benavides                    |  |  |  |  |  |  |  |  |  |  |  |  |  |  |  |
|  |                                                            |  |  |  |  |  |  |  |  |  |  |  |  |  |  |  |
|  |                                                            |  |  |  |  |  |  |  |  |  |  |  |  |  |  |  |
|  | 14. Ignacio Bustamante Diez-Canseco                        |  |  |  |  |  |  |  |  |  |  |  |  |  |  |  |
|  |                                                            |  |  |  |  |  |  |  |  |  |  |  |  |  |  |  |
|  |                                                            |  |  |  |  |  |  |  |  |  |  |  |  |  |  |  |
|  | 29. Petronila Diez-Canseco y Moscoso                       |  |  |  |  |  |  |  |  |  |  |  |  |  |  |  |
|  |                                                            |  |  |  |  |  |  |  |  |  |  |  |  |  |  |  |
|  |                                                            |  |  |  |  |  |  |  |  |  |  |  |  |  |  |  |
|  | 7. María del Carmen Bustamante Gamio                       |  |  |  |  |  |  |  |  |  |  |  |  |  |  |  |
|  |                                                            |  |  |  |  |  |  |  |  |  |  |  |  |  |  |  |
|  |                                                            |  |  |  |  |  |  |  |  |  |  |  |  |  |  |  |
|  | 30. Martín de Gamio Vicuña y Lavaien (=26)                 |  |  |  |  |  |  |  |  |  |  |  |  |  |  |  |
|  |                                                            |  |  |  |  |  |  |  |  |  |  |  |  |  |  |  |
|  |                                                            |  |  |  |  |  |  |  |  |  |  |  |  |  |  |  |
|  | 15. María Josefa Gamio García                              |  |  |  |  |  |  |  |  |  |  |  |  |  |  |  |
|  |                                                            |  |  |  |  |  |  |  |  |  |  |  |  |  |  |  |
|  |                                                            |  |  |  |  |  |  |  |  |  |  |  |  |  |  |  |
|  | 31. Catalina García Idiáquez (=27)                         |  |  |  |  |  |  |  |  |  |  |  |  |  |  |  |
|  |                                                            |  |  |  |  |  |  |  |  |  |  |  |  |  |  |  |
|  |                                                            |  |  |  |  |  |  |  |  |  |  |  |  |  |  |  |